# Condado de Lucas (Iowa)
El condado de Lucas (en inglés: Lucas County, Iowa), fundado en 1846, es uno de los 99 condados del estado estadounidense de Iowa. En el año 2000 tenía una población de 9422 habitantes con una densidad poblacional de 8 personas por km². La sede del condado es Chariton.

## Geografía
Según la Oficina del Censo, el condado tiene un área total de 1124 km² (434 mi²), de la cual 1115 km² (430,5 mi²) es tierra y 9 km² (3,5 mi²) es agua.

### Condados adyacentes
- Condado de Warren noroeste
- Condado de Marion noreste
- Condado de Monroe este
- Condado de Wayne sur
- Condado de Clarke oeste

## Demografía
En el 2000 la renta per cápita promedia del condado era de $30 876, y el ingreso promedio para una familia era de $38 352. El ingreso per cápita para el condado era de $15 341. En 2000 los hombres tenían un ingreso per cápita de $31 243 contra $21 293 para las mujeres. Alrededor del 13.70% de la población estaba bajo el umbral de pobreza nacional.
| 1900   | 1910   | 1920   | 1930   | 1940   | 1950   | 1960   | 1970   | 1980   | 1990 | 2000 |
| ------ | ------ | ------ | ------ | ------ | ------ | ------ | ------ | ------ | ---- | ---- |
| 16 126 | 13 462 | 15 686 | 15 114 | 14 571 | 12 069 | 10 923 | 10 163 | 10 313 | 9070 | 9422 |

## Lugares

### Ciudades y pueblos
- Chariton
- Derby
- Lucas
- Russell
- Williamson

### Principales carreteras
- U.S. Highway 34
- U.S. Highway 65
- Carretera de Iowa 14